# David Kaușanski
David Kaușanski (Caușanschi) (în rusă Давид Моисеевич Каушанский; n. 28 martie 1893, Chișinău, Imperiul Rus – d. 8 august 1968, Chișinău, RSS Moldovenească, URSS) a fost un evreu basarabean, jurist, doctor în drept și profesor german, român și sovietic.
Ca autor a publicat o serie de lucrări în domeniul dreptului civil și internațional, al istoriei juridice și, de asemenea, în domeniul filologiei.

## Biografie
S-a născut la 15 (23) martie 1893 în Chișinău. A absolvit Gimnaziul din Chișinău, apoi a făcut studii filologice și juridice la Universitatea din Cernăuți (1919-1920), la Universitatea din Basel (1920-1921) și la Universitatea din Heidelberg (1921-1922) (acolo și-a luat doctoratul). În dreptul roman și dreptul civil, teza sa a fost Analiza comparativă a drepturilor copiilor nelegitimi conform dreptului modern. Ulterior, a studiat la universitățile din Berlin și Freiburg. Din 1922 a fost profesor asociat la Universitatea din Heidelberg, din 1924, profesor asociat la Universitatea din Berlin.
Începând cu 1931 a fost profesor la Universitatea din Paris, iar din 1934 până în 1940 a fost profesor la catedra de drept civil și drept internațional de la Universitatea din București. În 1936 s-a căsătorit cu Ela (născută Zelinger) la București. După ocuparea Basarabiei de către URSS în 1940, a revenit la Chișinău, unde a fost numit profesor la Conservatorul, Institutul Pedagogic și, ulterior, la Institutul de Limbi Străine din Chișinău (unde a predat limba germană). A fost membru al Comisiei de Codificare a Comisariatului Poporului al RSS Moldovenești.
După începerea celui de-al Doilea Război Mondial a fost evacuat la Institutul Pedagogic din Șîmkent, unde a lucrat ca profesor gimnazial, iar din 1943 ca profesor la Institutul de Drept din Alma-Ata. Din 1945 a fost profesor la Catedra de drept constituțional. În 1947 a fost numit șef al Departamentului de Teorie și Istorie a Statului și Dreptului la Universitatea de Stat din Rostov-pe-Don. A fost demis în timpul campaniei împotriva cosmopolitismului din 1948.
A decedat după anul 1950.
Lucrări
- Evolution des Sovietrussischen Eherechts. Die Ehe im Gesetz und in der Gerichtspraxis („Evoluția legii căsătoriei sovieto-ruse. Căsătoria în drept și în practica judiciară”). Berlin: Marcus Verlag, 1931.
- Evolution Des Sowjetrussischen Familienrechts („Evoluția dreptului familiei sovieto-ruse”). Berlin—Köln: Marcus Verlag, 1931.